# 발터 융한스
발터 융한스(독일어: Walter Junghans, 1958년 10월 26일, 함부르크 ~)는 독일의 전직 프로 축구 선수로, 현역 시절 골키퍼로 활약했다.

## 선수 경력
함부르크 출신인 융한스는 1977년에 바이에른 뮌헨 소속으로 프로 무대 신고식을 벌였고, 이 시기 제프 마이어를 대신할 후보 선수로 있었다. 1979년, 마이어가 교통 사고로 은퇴하게 되었다. 이후 융한스는 바이에른 뮌헨에서 선전하여 1980년과 1981년에 주전 수문장으로서 분데스리가 우승을 달성했다. 바이에른은 1982년에 DFB-포칼을 우승하고 유러피언컵에서 준우승을 거두었지만, 융한스는 결승전에 결장했다. 융한스는 유로 1980을 우승한 서독 국가대표팀의 일원이었지만, 3번째 골키퍼였기에 출전 기회가 없었다. 물론, 그는 독일 성인 국가대표팀 출전 기록이 없다. 융한스는 후보로 밀려난 후 바이에른 뮌헨을 떠나 샬케 04로 이적해 겔젠키르헨 연고 구단에서 4년을 보냈다. 그의 다음 행선지는 베를린이었고, 헤르타 베를린에서 활약하다가 레버쿠젠을 거쳐 2. 분데스리가의 포르투나 쾰른에서 2년을 보내고 1996년에 은퇴했다.

## 감독 경력
2007년 융한스는 바이에른 뮌헨에 복귀해 제프 마이어로부터 골키퍼 코치로서 업무를 인계받았고, 2008년에 그 보직을 전담하게 되었다.

## 수상
바이에른 뮌헨
- 분데스리가: 1979–80, 1980–81
- DFB-포칼: 1981–82
- 유러피언컵 준우승: 1981–82

헤르타 베를린
- 2. 분데스리가: 1989–90

독일
- 유럽 선수권 대회: 1980